# 修羅能
修羅能（しゅらのう）とは、能の演目の中で武人がシテになる曲を言う。修羅物とも言う。五番立においては二番目物となる。修羅道に落ちて苦しむさまが語られることからこう呼ばれる。多くは『平家物語』に取材し、源平の武将を主人公とするが、『田村』などの例外もある。
戦いに負けた側がシテである負修羅（まけしゅら）がほとんどであるが、戦いに勝った側をシテとする勝修羅（かちしゅら）もある。

## 勝修羅
『田村』『箙（えびら）』『八島』
勝修羅三番と言われる。
使用する扇は勝修羅扇と言われ、図柄は「老松に旭日」で、扇骨は軍扇を表す意味で黒になる。面は平太。

## 負修羅
『朝長』『実盛』『頼政』『忠度』『俊成忠度』『清経』『通盛』『敦盛』『生田敦盛』『知章』『経政』『兼平』『巴』
この中で『朝長』『実盛』『頼政』は特に重い曲とされ、三修羅と呼ばれる。
使用する扇は負修羅扇と言われ、図柄は「立波に入日」で、扇骨は軍扇を表す意味で黒になる。